# Marco Albarello
Marco Albarello (Aosta, 31 mei 1960) is een Italiaans langlaufer. 

## Carrière
Albarello behaalde zijn grootste individuele succes met het winnen van de wereldtitel over 10 kilometer in de klassieke stijl in 1987. Albarello won tijdens wereldkampioenschappen tevens twee zilveren en één bronzen medaille in de estafette.
Albarello won tijdens zijn tweede olympische optreden in Albertville de zilveren medaille op de 10 kilometer en de estafette. Twee jaar later tijdens de spelen van Lillehammer won Albarello de gouden medaille in de estafette door de Noren in eigen land met vier tiende van een seconde te verslaan. Albarello won tijdens zijn vierde spelen in 1998 de zilveren medaille op de estafette.

## Resultaten

### Olympische Winterspelen
| Jaar | Plaats      | Resultaten                                                                |
| ---- | ----------- | ------------------------------------------------------------------------- |
| 1988 | Calgary     | 9e 15 km klassiek 8e 30 km klassiek                                       |
| 1992 | Albertville | 10 km klassiek · 4e 30 km klassiek · 4e achtervolging · 4x10 km estafette |
| 1994 | Lillehammer | 10 km vrij · 10e achtervolging · 4x10 km estafette                        |
| 1998 | Nagano      | 26e 10 km vrij · 22e 30 km vrij · 4x10 km estafette                       |

### Wereldkampioenschappen langlaufen
| Jaar | Plaats        | Resultaten                                                                   |
| ---- | ------------- | ---------------------------------------------------------------------------- |
| 1985 | Seefeld       | 17e 15 km klassiek · 4x10 km estafette                                       |
| 1987 | Oberstdorf    | 15 km klassiek · 14e 30 km klassiek                                          |
| 1989 | Lahti         | 7e 30 km klassiek                                                            |
| 1991 | Val di Fiemme | 12e 30 km klassiek                                                           |
| 1993 | Falun         | 9e 10 km klassiek · 4e 30 km klassiek · 8e achtervolging · 4x10 km estafette |
| 1995 | Thunder Bay   | 19e 10 km klassiek · 23e 30 km klassiek · 4x10 km estafette                  |
| 1997 | Trondheim     | 25e 10 km vrij                                                               |